# Steindachnerina guentheri
Steindachnerina guentheri es una especie de pez de la familia Curimatidae en el orden de los Characiformes.

## Morfología
Los machos pueden llegar alcanzar los 11,1 cm de longitud total.

## Hábitat
Vive en zonas de clima tropicalentre 23 °C - 26 °C de temperatura.

## Distribución geográfica
Se encuentran en Sudamérica: cuencas de los ríos Amazonas y Orinoco y noreste de la Guyana.